# Zdzisław Klimpel
Zdzisław Klimpel (ur. w 1902, zm. w 1949) – kierownik specjalnego referatu politycznego Sekcji Politycznej Departamentu Spraw Zagranicznych Delegatury Rządu na Kraj, urzędnik MSZ.
Aresztowany przez UB w 1948 roku, zmarł w więzieniu mokotowskim.